# Caravaggismo

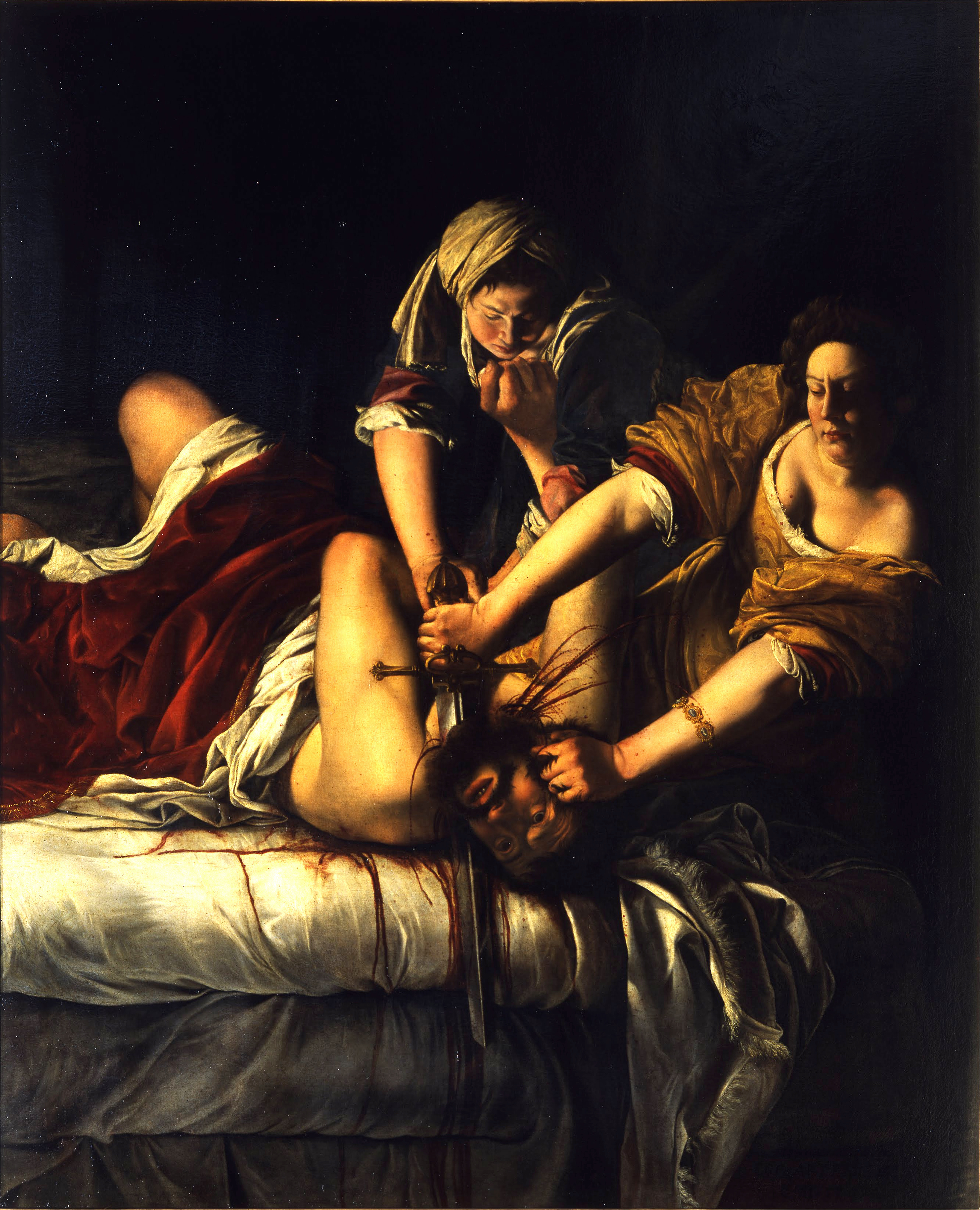
Artemisia Gentileschi, Giuditta decapita Oloferne (1620-21, Firenze, Galleria degli Uffizi).

Il Caravaggismo è una corrente pittorica nata a cavallo del XVI e XVII secolo che si rifà agli schemi artistici introdotti dal celebre Caravaggio (1571-1610).

## Storia
L'influenza di Caravaggio sulla nuova pittura barocca fu profonda e rivoluzionaria. La resa della realtà attraverso l'uso dei forti contrasti di luce ed ombra, non era mai stata tanto veritiera e vitale. Nei dipinti dei pittori caravaggeschi si ritrova questo grande realismo soprattutto nel riprodurre nature morte ed interni con figure umane, rappresentate queste figure generalmente su sfondi monocromi (spesso scurissimi, dipinti con campiture di bruni bituminosi o di terra d'ombra) ed illuminate da squarci di luce violenta e teatrale.

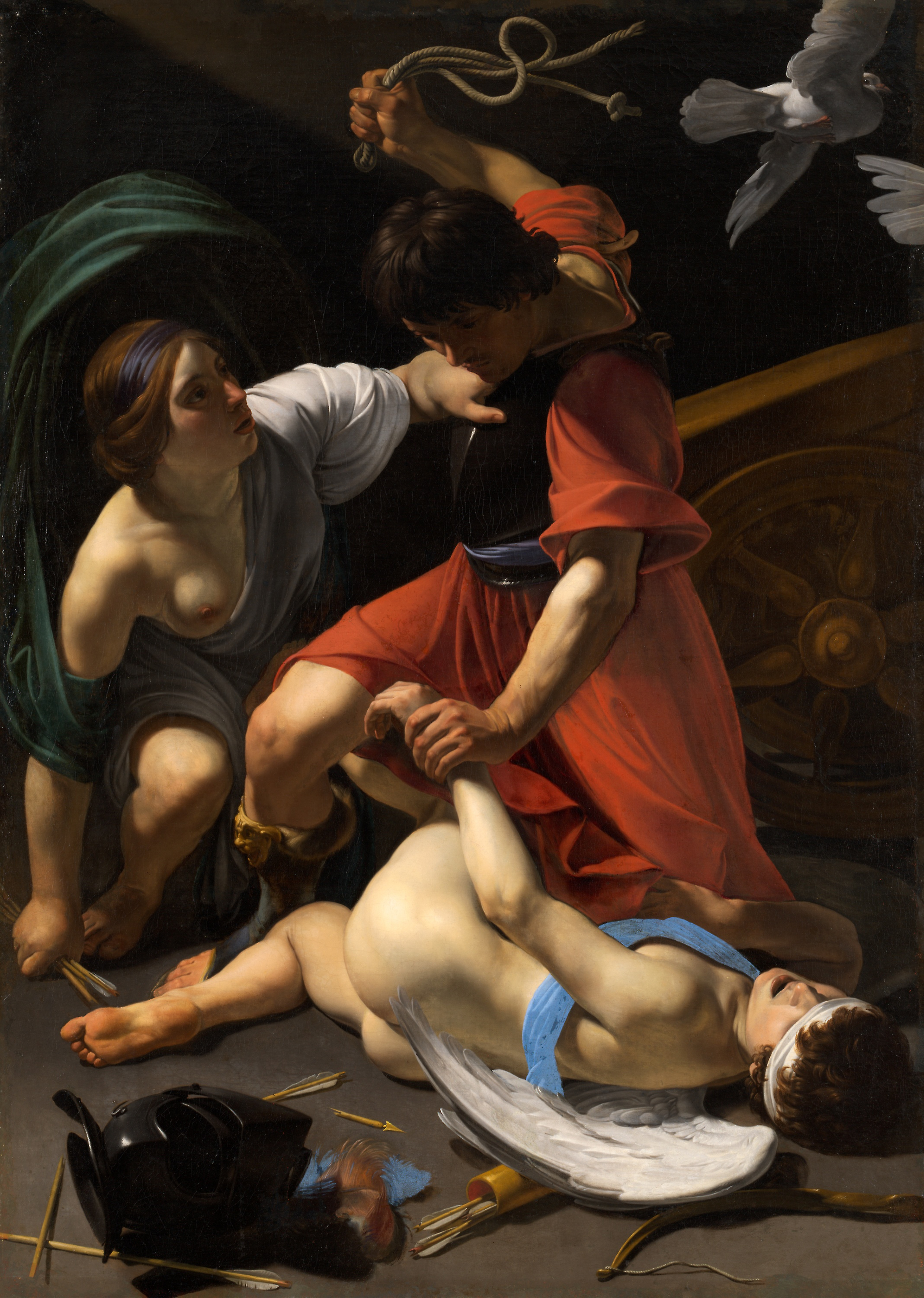
Bartolomeo Manfredi, Castigo di Cupido (1613; Chicago, all'Art Institute).

Vengono chiamati "caravaggeschi" quei pittori di epoca barocca che furono influenzati in modo più o meno diretto dalla personalità del Merisi e ne seguirono lo stile, ispirandosi alle sue opere. 
A seguito dei diversi soggiorni a Napoli del Caravaggio, tra il 1606 e il 1610, si sviluppa a Napoli fino agli anni 1630 una corrente di pittura specifica, grazie a numero di pittori locali che si fanno eredi, direttamente o indirettamente, della lezione del Caravaggio. A partire dalla metà degli anni '30, l'evento dell'eruzione del Vesuvio del 1631 è l'occasione per l'apertura di fabbriche in diversi edifici di culto incentrate con un ritorno del gusto classico e all'elogio dei santi, in particolare del santo patrono di Napoli che avrebbe avuto il merito di intercedere in favore della città per fermare la lava del Vesuvio. Il primo seicento napoletano vede quindi come protagonisti i napoletani, Battistello Caracciolo, Carlo Sellitto, Filippo Vitale, Andrea Vaccaro, Massimo Stanzione (che sarà influenzato anche dal classicismo emiliano del Reni) e Jusepe de Ribera detto lo Spagnoletto (pittore spagnolo di nascita, ma anch'esso attivo a Napoli). In questi ultimo, in particolare, ritroviamo riproposto lo stile del tardo Caravaggio, detto "tenebrismo", caratterizzato da atmosfere particolarmente cupe e tetre. 

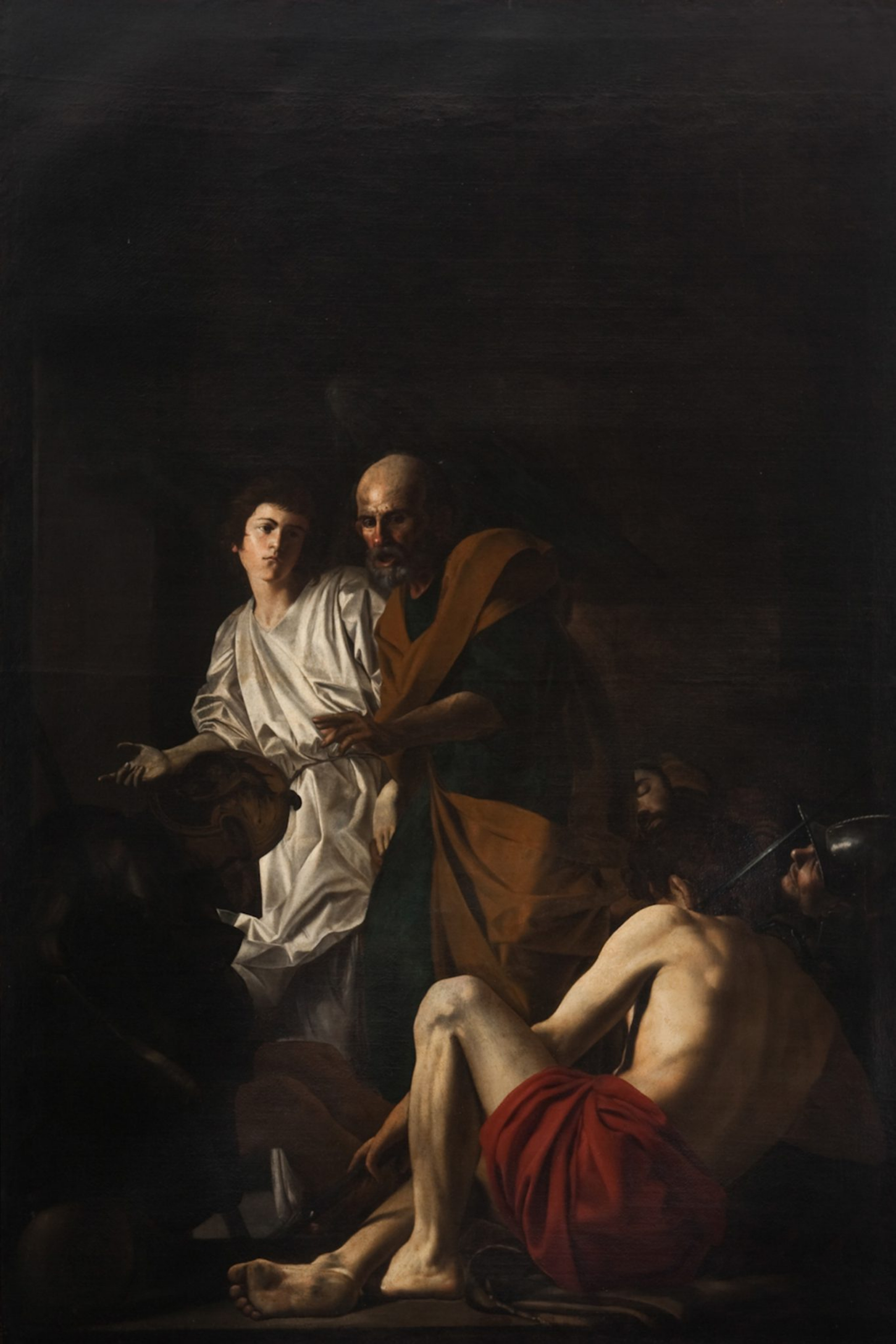
Battistello Caracciolo, Liberazione di San Pietro (1615; Napoli, Pio Monte della Misericordia).

Pittori caravaggeschi attivi in Italia sono stati anche Orazio Gentileschi e la figlia Artemisia, Mattia Preti, Bartolomeo Manfredi, Carlo Saraceni, Francesco Boneri, noto come Cecco del Caravaggio, Giovanni Baglione, Giovanni Serodine; i pittori olandesi attivi a Roma sono Gerrit van Honthorst e Hendrick ter Brugghen; A Genova, Domenico Fiasella, Gioacchino Assereto, Orazio De Ferrari.
Negli stessi anni l'opera del Caravaggio influenza anche una fitta schiera di artisti francesi, tra i quali: Louis Le Nain, Valentin de Boulogne, Simon Vouet e Georges de La Tour, noto per i notevoli effetti "a luce di candela".

In Spagna sono fortemente condizionati dalla nuova pittura caravaggesca Francisco de Zurbarán, Bartolomé Esteban Murillo e Diego Velázquez.
Nei Paesi Bassi e nelle Fiandre vengono suggestionati da questo nuovo stile pittorico Matthias Stomer, Adam Elsheimer, il giovane Peter Paul Rubens, ed in seguito in varia misura anche Rembrandt e Jan Vermeer.
Molti tra i più importanti di questi pittori, soprattutto spagnoli ed olandesi, andranno oltre l'influenza caravaggesca, aprendo in questo solco nuove strade altrettanto importanti ed originali.
Nonostante il lungo periodo di oblio a cui andò incontro la pittura di Caravaggio dopo la sua morte, la sua influenza si continuerà a riscontrare, anche se con differente entità ed in maniera spesso indiretta, fin nelle opere di molti grandi artisti dell'Ottocento quali Jacques-Louis David, Francisco Goya, Théodore Géricault, Eugène Delacroix e Gustave Courbet.
Roberto Longhi descriveva così l'importanza dell'influenza di Caravaggio sulla tradizione pittorica europea:

L'influente storico dell'arte statunitense Bernard Berenson, su Caravaggio ed il suo ascendente nella storia dell'arte, dichiarò: 

## Lista dei più noti pittori caravaggeschi

### Caravaggeschi italiani

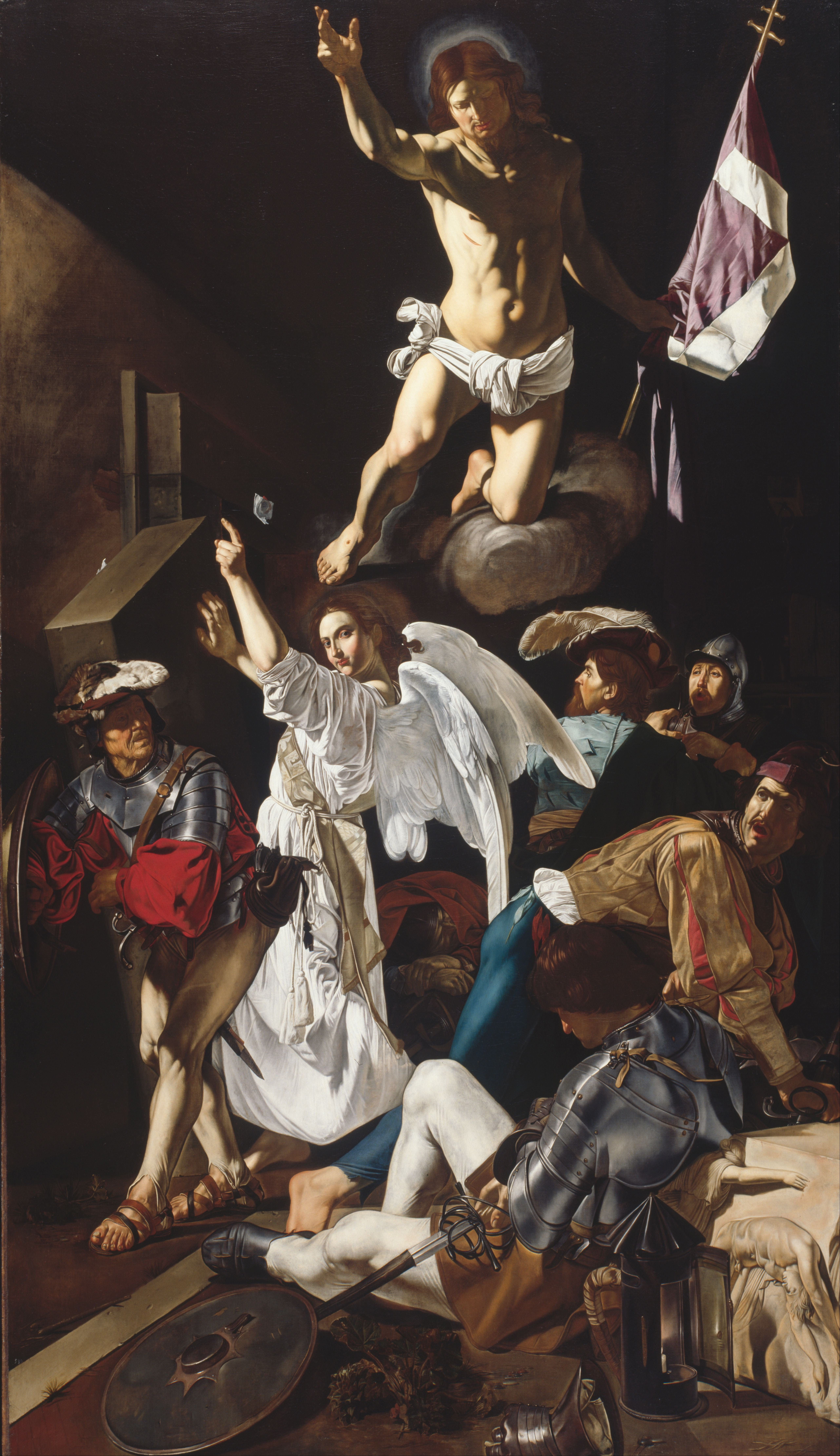
Cecco del Caravaggio, Resurrezione (1619-20; Chicago, Art Institute).

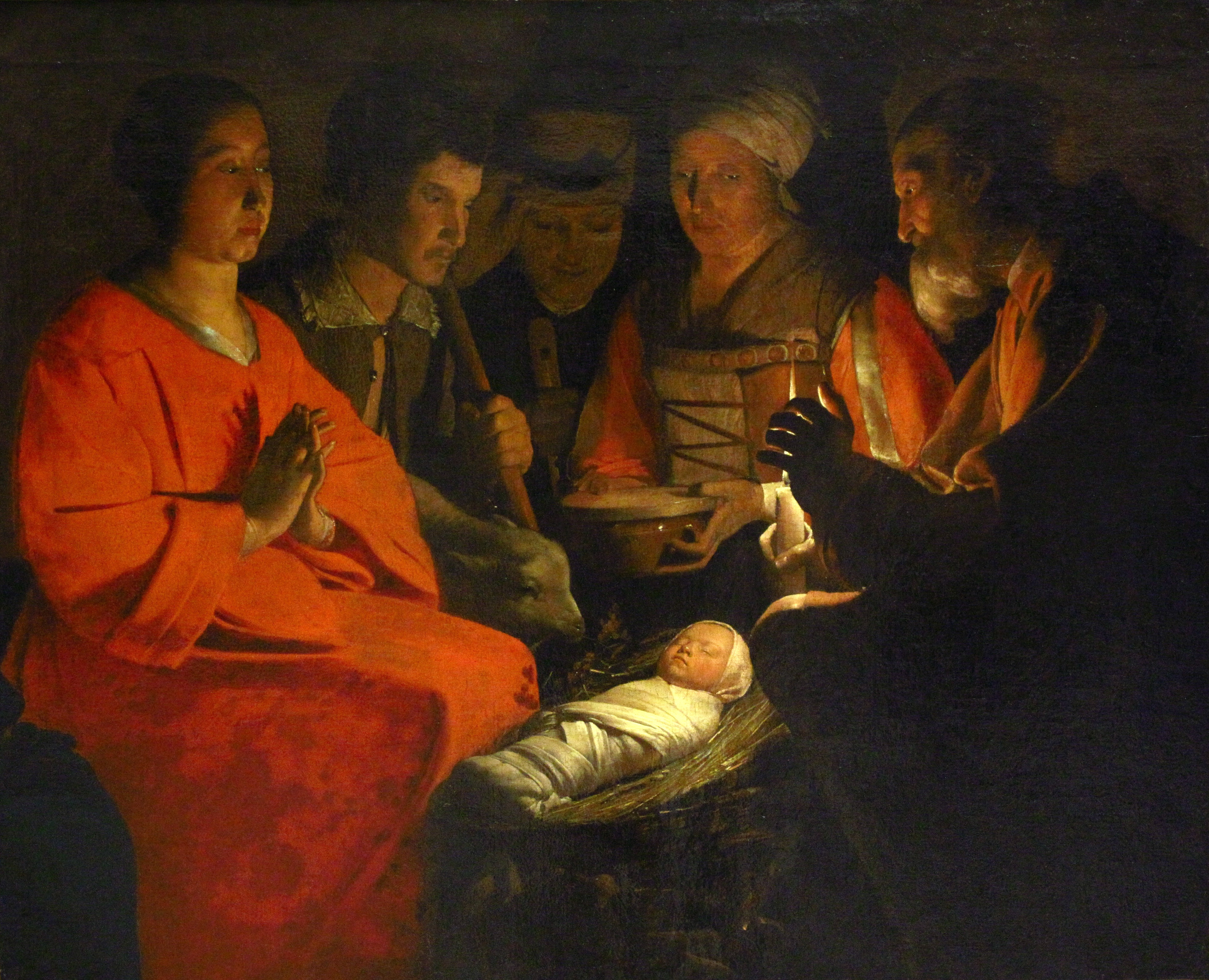
Georges de La Tour, Adorazione dei pastori (1644; Parigi, Musée du Louvre).

- Orazio Gentileschi
- Bartolomeo Cavarozzi
- Artemisia Gentileschi
- Pietro Novelli
- Bartolomeo Manfredi
- Carlo Saraceni
- Cecco del Caravaggio
- Battistello Caracciolo
- Carlo Sellitto
- Filippo Vitale
- Aniello Falcone
- Giovanni Serodine
- Massimo Stanzione
- Onofrio Palumbo
- Bernardo Cavallino
- Orazio Borgianni
- Cesare Fracanzano[7]
- Mattia Preti
- Giovanni Baglione
- Orazio Riminaldi
- Mario Minniti

- Lionello Spada
- Tanzio da Varallo
- Giuseppe Vermiglio
- Antiveduto Gramatica[8]

### Caravaggeschi francesi
- Georges de La Tour
- Simon Vouet
- Valentin de Boulogne
- Nicolas Tournier
- Louis Le Nain
- Antoine Le Nain[7]
- Claude Vignon

### Caravaggeschi delle Fiandre

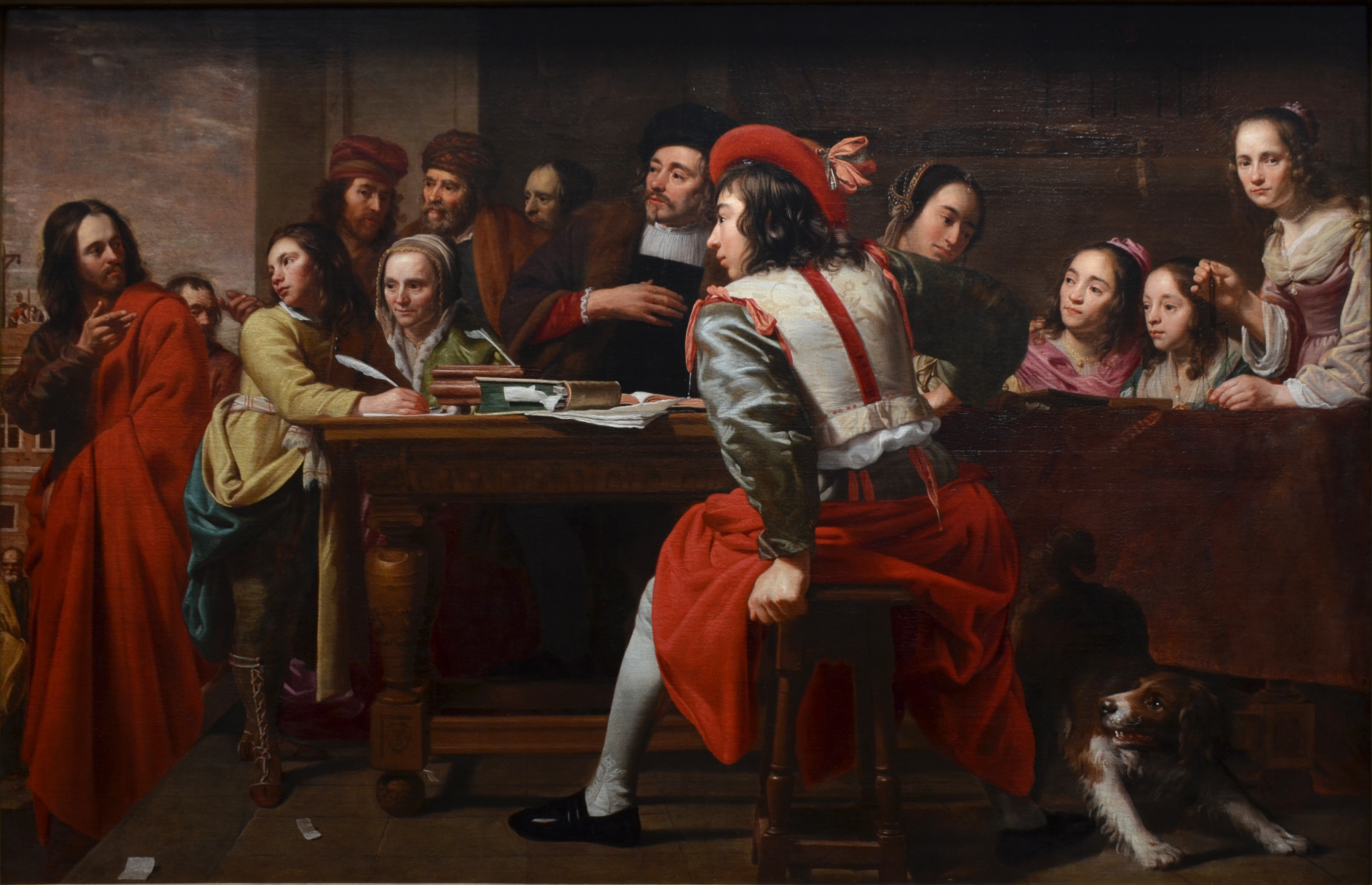
Jacob van Oost, La vocazione di Matteo (1641, Groeningemuseum, Bruges

- Matthias Stomer
- Gerard Seghers[7]
- Jan Cossiers
- Adam de Coster
- Jacques de l'Ange
- Theodoor Rombouts
- Jan van Dalen
- Jacob van Oost
- Nicolas Régnier
- Louis Finson
- Hendrick van Somer
- Jan Janssens

### Caravaggeschi dei Paesi Bassi

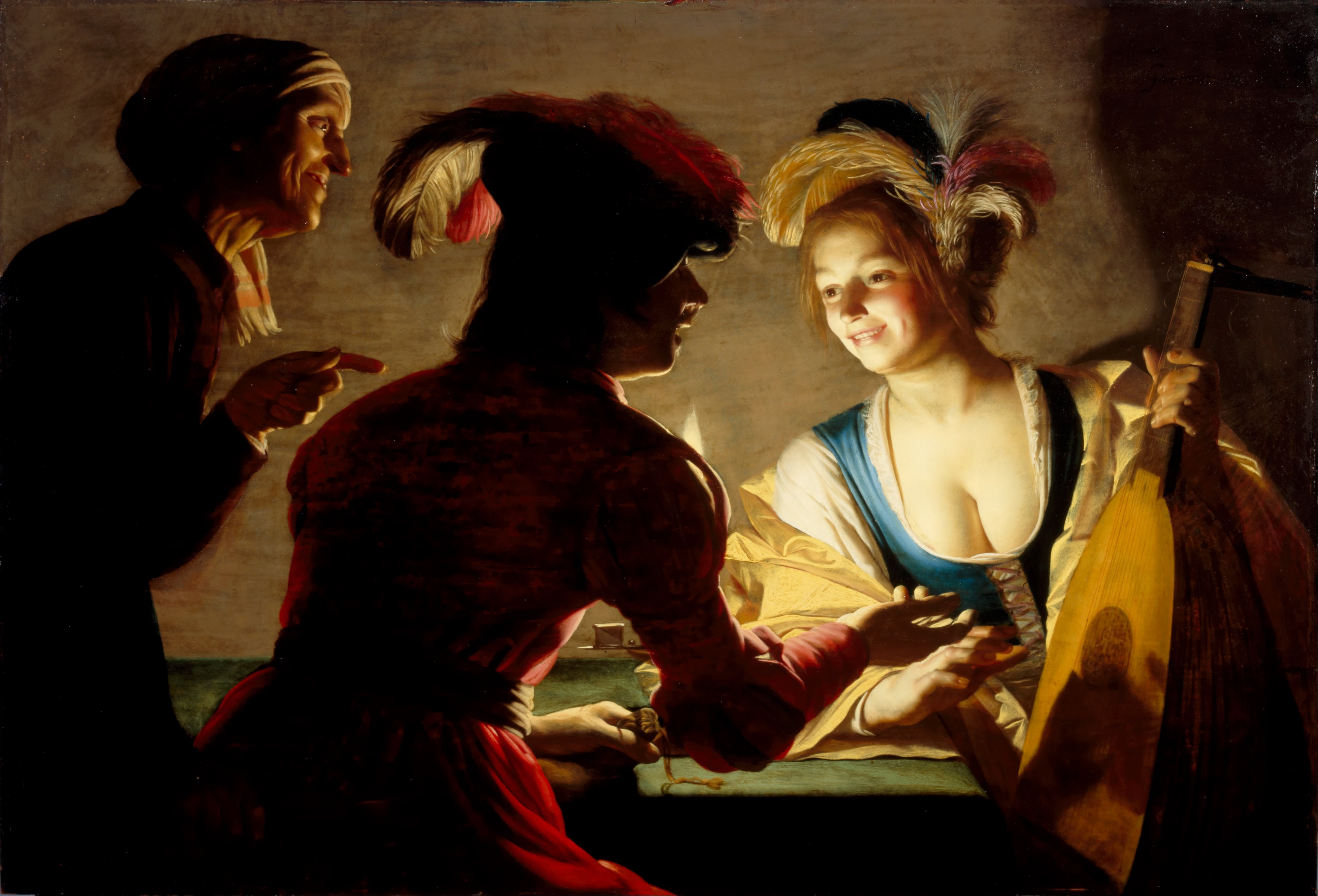
Gerrit van Honthorst, La mezzana (1625, Centraal Museum, Utrecht

- Gherardo delle Notti (Gerrit van Honthorst)
- Willem van Honthorst
- Hendrick ter Brugghen
- Matthias Stomer
- Dirck van Baburen
- Jan Van Bijlert
- Jan Gerritsz van Bronckhorst
- Godfried Schalcken
- Peter Wtewael

### Caravaggeschi spagnoli
- Jusepe de Ribera
- Francisco de Zurbarán
- Bartolomé Esteban Murillo
- Francisco Ribalta
- Juan Bautista Maíno
- Diego Velázquez[7]